# Claymont (Delaware)
Claymont je naseljeno područje za statističke svrhe u američkoj saveznoj državi Delaware. Prema popisu stanovništva iz 2010. u njemu je živjelo 8.253 stanovnika.